# علی‌اصغر زارعی
علی‌اصغر زارعی (زاده ۵ آبان ۱۳۳۵ – درگذشته ۱۶ آذر ۱۳۹۹) نظامی و سیاستمدار ایرانی بود، که در ادوار هشتم و نهم مجلس شورای اسلامی به‌عنوان نماینده مردم تهران، ری، شمیرانات، اسلامشهر و پردیس در مجلس حضور داشت.
علی اصغر زارعی از اعضای مؤسس جبهه پایداری و دانش‌آموخته کارشناسی مهندسی برق از دانشگاه صنعت نفت، کارشناسی ارشد و دکتری مدیریت از دانشگاه تهران می‌باشد. وی در دوران جنگ ایران و عراق از اعضای تاثیرگذار سپاه پاسداران بود.

## زندگی‌نامه
علی اصغر زارعی در تاریخ ۵ آبان ۱۳۳۵ در تهران زاده شد. وی تحصیلات ابتدایی خود را در دبستان ادب و دوران متوسطه تا دریافت مدرک دیپلم متوسطه را در دبیرستان‌های حافظ و هشترودی طی نمود. پس از قبولی در آزمون کنکور سراسری، تحصیل در رشتهٔ انفورماتیک دانشگاه تهران را آغاز نمود. پس از یک سال به دلیل فشارها و اذیت و آزارهای خانواده‌اش توسط ساواک تغییر رشته داد و راهی آبادان گردید و در رشتهٔ مهندسی برق دانشکدهٔ صنعت نفت به ادامه تحصیل پرداخت.
وی در دانشکدهٔ نفت فعالیت‌های مذهبی و سیاسی خود را ادامه داد و با گسترش فعالیت‌هایش در منطقهٔ خوزستان در توسعهٔ جنبش‌های دانشجویی در این منطقه نقش مؤثر و فعال داشت. پس از حضور در جبهه‌های دفاع مقدس و بازگشایی مجدد دانشگاه‌ها با اتمام دروس دانشگاهی، دانشنامهٔ مهندسی برق را در گرایش مخابرات دریافت کرد. علی اصغر زارعی، در سال ۱۳۷۷ در مقطع دکترای مدیریت گرایش سیستم دانشگاه تهران پذیرفته شده و این دوره را با موضوع پایان نامه «تبیین مدلی برای تبدیل سازمان‌های فعلی به سازمان چابک» به پایان رسانید.
با وقوع انقلاب، به عضویت کمیتهٔ انقلاب اسلامی درآمد و با آغاز جنگ ایران و عراق به سپاه پاسداران پیوست و علاوه بر مسئولیت آموزش سپاه آبادان، به سازماندهی نیروهای مردمی در آبادان و منطقهٔ خوزستان پرداخت. در همین دوران بود که دو بار زخمی و ۴۵ درصد جانباز شد.

## مسئولیت‌ها
- فرماندهی یگان جنگ الکترونیک سپاه پاسداران
- رئیس اداره تحقیقات ستاد مشترک سپاه پاسداران
- رئیس دانشکده فنی و مهندسی دانشگاه امام حسین
- رئیس سازمان بسیج اساتید
- جانشین رئیس سازمان پدافند غیر عامل کشور
- مشاور امور آموزش عالی رئیس جمهور در دولت نهم[۱۰]

## حاشیه‌ها
علی اصغر زارعی پس از تصویب برجام در صحن علنی مجلس در اعتراض به این موضوع گریست که تصاویر آن در رسانه‌ها بازتاب فراوانی یافت.